# ヤン＝オベ・ワルドナー
ヤン＝オベ・ワルドナー（Jan-Ove Waldner, 1965年10月3日 - ）は、スウェーデンの元卓球選手。世界選手権男子シングルス優勝2回、1992年バルセロナオリンピック男子シングルス金メダリスト。1996年ヨーロッパ選手権男子シングルス優勝。卓球男子史上初の大満貫達成者。「史上最高の卓球選手」「100年に1人の天才」「キング・オブ・テーブルテニス」「卓球の神様」「卓球界のモーツァルト」などと評されており、ヨルゲン・パーソン、ペーテル・カールソン、ミカエル・アペルグレンらとともに1980年代後半から1990年代にかけてスウェーデン卓球の黄金時代を築いた。
よりスウェーデン語に近い発音としてヤン＝オーヴェ・ヴァルドナーという表記も見られる。

## 経歴

### 世界選手権マンチェスター大会優勝まで
ストックホルム出身。6歳の時に地元のクラブに入団し卓球を始めた。幼い頃から頭角を現し、1982年には16歳という若さでヨーロッパ選手権決勝に進出したが、ミカエル・アペルグレンに敗れた。
翌1983年の世界選手権東京大会では初出場にしてミカエル・アペルグレン、エリック・リンドらと共に団体で準優勝。1984年にはドイツのブンデスリーガの「ザールブリュッケン」に移った。1987年の世界選手権ニューデリー大会では初めてシングルスで決勝に進出。2年後の世界選手権ドルトムント大会では、決勝戦で同じスウェーデン人選手のヨルゲン・パーソンとの対決を制しシングルス初優勝を果たした。
さらに翌1990年のワールドカップにおいても馬文革を破り優勝。1991年の世界選手権千葉大会でも準優勝を果たすなど、国際大会で多くの功績を残した。1992年のバルセロナオリンピック男子シングルスではフランスのジャン＝フィリップ・ガシアンを破りオリンピック初優勝。バルセロナオリンピックのスウェーデン選手団で唯一の金メダリストとなった。また、オリンピック、世界卓球選手権、ワールドカップの3つの世界大会で優勝する「大満貫」を達成した。
1996年のアトランタオリンピックでは指の怪我もあり上位に入ることはなかった。しかし翌1997年の世界選手権マンチェスター大会では、シングルス戦において1セットも落とさずに2度目の優勝を果たした。

### 2000年代以降
シドニーオリンピックの男子シングルスでは、準々決勝でブラディミル・サムソノフを3-2で下し、続く準決勝でも劉国梁を3-0のストレートで破り、バルセロナオリンピック以来2大会ぶりの決勝進出を果たした。決勝では当時世界ランク1位（2000年9月）の孔令輝に2-3で惜敗したものの、銀メダルを獲得した。
また、誰もがピークは過ぎたと思い、出場すら危ぶまれた（2002年9月に足を骨折して以降、長らく国際大会で結果を残していない状態であった）2004年アテネオリンピックで、当時の世界ランクは20位にもかかわらず、優勝候補であり世界ランクトップクラスの馬琳とティモ・ボルを連破してベスト4に食い込み卓球関係者を沸かせた。
2005年にブンデスリーガのde:TTC RhönSprudel Fulda-Maberzellに移り、2006年の世界選手権ブレーメン大会を最後にスウェーデンのナショナルチームを外れてからもクラブで現役を続けていたが、50歳となる2016年に引退を発表した。

## 人物
母国スウェーデンでは国民的な人気があり、オリンピックの試合には国王夫妻が観戦に訪れたほどである。卓球人気が高い中国においても、中国ナショナルチームの前に長年にわたり立ち塞がった「偉大なライバル」として人気、知名度ともに高い。なお、同ナショナルチームの主力メンバーであった孔令輝や劉国梁とワルドナーとは個人的にも親しく、互いに尊敬する間柄である。ヨーロッパや日本を含む世界の卓球関係者からの人気も非常に高い。
趣味はゴルフであり、休日のほとんどをゴルフで過ごすようである。プライベートでも仲の良いパーソンとゴルフをすることもあるという。卓球は右利きだが、ゴルフは左打ちである。北京にスウェーデン風料理店を所有していたが、経営には失敗し店は売却した。

## プレースタイル
「ワルドナータイム」と呼ばれる的確でゆったりとしたワルドナーのプレーは、しばしば「天才的」と評される。その特徴として身体能力の高さの他に、
- 前・中・後陣どこからでも自分のプレーができるオールラウンド性と、剛柔を使い分ける多彩なテクニックをもつ。
- 両ハンドからの自由自在なドライブ攻撃はパワーもあり、しかも深いコースを的確につくので相手が防御できない。
- それらの多彩な技の中から、最適なプレーを一瞬の内に選択できる判断力、創造力。相手が予測できない意表をつくプレーをする。
- 変幻自在なサービスの多彩さ
- まるで、対戦相手の動きを先読みしてプレーしているかのような予測力、抜群の試合運びのセンス。
- 鉄壁の守備力。相手の強打を確実にブロックしながら、逆にコーナーをついて翻弄する。凡ミスも極めて少ない。

などの点がよく挙げられる。また、20年以上に渡ってトップクラスの選手であり続けられた活躍期間の長さも特筆に値する。
本人はインタビューで度々「日本の河野満の前陣速攻スタイル、中国の王会元のバックハンドの繊細なタッチから影響を受けた」と答えている。

## 主な戦績
- オリンピック
  - 1988年 ソウルオリンピック 男子シングルス ベスト8
  - 1992年 バルセロナオリンピック 男子シングルス金メダル
  - 1996年 アトランタオリンピック 男子シングルス ベスト16
  - 2000年 シドニーオリンピック 男子シングルス銀メダル[6]
  - 2004年 アテネオリンピック 男子シングルス4位

- 世界卓球選手権
  - 1983年 東京大会 男子団体準優勝
  - 1985年 イェーテボリ大会 男子団体準優勝
  - 1987年 ニューデリー大会 男子シングルス準優勝、男子団体準優勝
  - 1989年 ドルトムント大会 男子シングルス優勝[6]、 男子団体優勝
  - 1991年 千葉大会 男子シングルス準優勝、男子団体優勝
  - 1993年 イェーテボリ大会 男子シングルス3位、男子団体優勝
  - 1995年 天津大会 男子団体準優勝
  - 1997年 マンチェスター大会 男子シングルス優勝[6]、男子ダブルス準優勝
  - 1999年 アイントホーフェン大会（個人戦）男子シングルス3位
  - 2000年 クアラルンプール大会（団体戦）男子団体優勝
  - 2001年 大阪大会 男子団体3位

- ヨーロッパ卓球選手権
  - 1982年 ブダペスト大会 男子シングルス準優勝
  - 1984年 モスクワ大会 男子ダブルス準優勝
  - 1986年 プラハ大会 男子ダブルス優勝、男子団体優勝
  - 1988年 パリ大会 男子シングルス ベスト4、男子ダブルス優勝、男子団体優勝
  - 1990年 イェーテボリ大会 男子団体優勝
  - 1992年 シュトゥットガルト大会 男子ダブルス準優勝、男子団体優勝
  - 1994年 バーミンガム大会 男子シングルス準優勝、男子団体準優勝
  - 1996年 ブラチスラヴァ大会 男子シングルス優勝、男子ダブルス優勝、男子団体優勝
  - 1998年 アイントホーフェン大会 男子ダブルス ベスト4、男子団体ベスト4
  - 2000年 ブレーメン大会 男子シングルス ベスト4、男子団体優勝
  - 2002年 ザグレブ大会 男子団体優勝

- その他の大会
  - 1983年 ワールドカップ 準優勝
  - 1990年 ワールドカップ 優勝
  - 1996年 ワールドカップ 準優勝
  - ヨーロッパトップ12 優勝7回